# 郑抱真
郑抱真（1897年3月6日—1954年12月12日），號益堅，男，汉族，安徽寿县人，中国政治人物。

## 生平
鄭抱真，號益堅，壽縣東南鄉人，1897年出生於一個貧苦家庭。10歲時父母雙亡，隨長兄鄭少臣生活。因家境困難，直至1914年才入吳山鎮學堂讀書。讀至五年級，因家兄無法供養繼續念書，遂隨之流浪，參加革命。
1924年鄭少臣、鄭抱真兄弟加入西北軍龐炳勳部，分任團長與少尉副官。抱真於1926年兼任兵站主任。1928年，鄭抱真退出軍界，任河南彰德紗廠交際員。1929年春，因兄長少臣受龐炳勳猜忌，兄弟倆離開后奔赴上海參加王亞樵組織的鐵血鋤奸團。鄭抱真因幹練機敏受王之賞識，成爲“鋤奸團”核心成員之一。曾先後參與刺殺宋子文與汪精衛等案件。
“刺汪案”發生後，王亞樵等人遭政府追捕。兄長鄭少臣被捕，後在武漢被殺。鄭抱真則隨王亞樵流亡福建、香港、廣西等地，最後避難于李濟深處。
1937年“七七事变”后，回到家乡寿县组织成立了抗日武装——皖北抗日人民自卫军第二支队，带领群众拿起武器在合肥周围与淮南铁路沿线抗击日本侵略者。1938年10月参加新四军，任淮南抗日游击纵队纵队长。
1940年1月经张云逸、戴季英、裴济华介绍加入中国共产党。1940年6月任新四军江北纵队副司令员。1941年1月起任新四军淮南津浦路西联防司令。1943年2月任津浦路西专员公署专员。
1945年8月15日抗战胜利后，改任华中第四行政区专员。苏皖边区参议会副参议长。华中分局驻鲁办事处政委、副主任。华东局驻东北后方基地（通化）办事处主任、党委书记。
1949年1月21日合肥解放，2月1日，中共合肥市委、合肥市人民政府正式成立，黄岩任中共合肥市委首任书记、郑抱真任合肥市首任市长。
1949年4月长江以北安徽地区全部解放，改任皖北人民行政公署副主任。
1952年8月15日，安徽省人民政府正式成立，被中央政府任命为安徽省人民政府委员会委员兼首任秘书长。
1953年9月，调任安徽省人民政府政治法律委员会副主任。
1954年在上海华东医院确诊为食道癌，并已到了晚期，全力抢救无效，于1954年12月12日在上海逝世，享年57岁。